# Pinnacle Marina Tower
La Pinnacle Marina Tower (anciennement Pinnacle Museum Tower) est un gratte-ciel de logements (residential condominium) de 137 mètres de hauteur construit à San Diego en Californie aux États-Unis de 2003 à 2005. L'immeuble comprend 182 logements.
En 2024 c'était le septième plus haut gratte-ciel de San Diego .
Les architectes sont les agences Austin Veum Robbins Parshalle et Hancock Brückner Eng + Wright